# Ермаков, Алексей Васильевич
Алексей Васильевич Ермаков (1798, Челябинск, Оренбургская губерния — 8 (20) августа 1869, Муром, Владимирская губерния, Российская империя) — российский государственный и общественный деятель, городской голова города Мурома (1862—1869), меценат.

## Биография
Родился в 1798 году в городе Челябинске в купеческо-мещанской семье. Его отец числился купцом второй гильдии. Женился в 19 лет в Кыштыме, на востоке Урала, на дочери приказчика Марии Евфимовне Наседкиной.
Первоначально работал мелким чиновником на государственной службе, а позднее в частных компаниях И. Ф. Базилевского и В. А. Кокорева.
В 1847 году, будучи купцом третьей гильдии, переехал в Муром. С 1851 года начал заниматься активной общественной деятельностью. В 1855 году записался в купцы первой гильдии, был попечителем городской больницы и активно содействовал открытию в городе 26 августа 1860 года женского училища.
С 1863 и до своей кончины был в должности городского головы города Мурома, осуществив план строительства городского водопровода, построенного инженером Е. И. Ержемским и оснащённого оборудованием, приобретённым в Германии. 26 августа 1864 года состоялось торжественное открытие построенной им водонапорной башни из которой вода поступала в шестнадцать водоразборных будок и фонтанов по всему городу.
На территории Свято-Троицкого женского монастыря им устроена каменная часовня и вызолочены пять куполов на Троицком соборе.
22 января 1865 года за заслуги перед обществом был удостоен ордена Святого Владимира 4-й степени с девизом «Польза, честь и слава».
В 1867 году на средства Ермакова было построено здание городского театра, а в 1868 году — детский приют, телеграф и солдатские казармы.
Скончался в ночь на 9 августа 1869 года «от разрыва сердца», не оставив наследников. Похоронен в Муроме на Напольном кладбище, «при Всесвятской церкви».

## Память

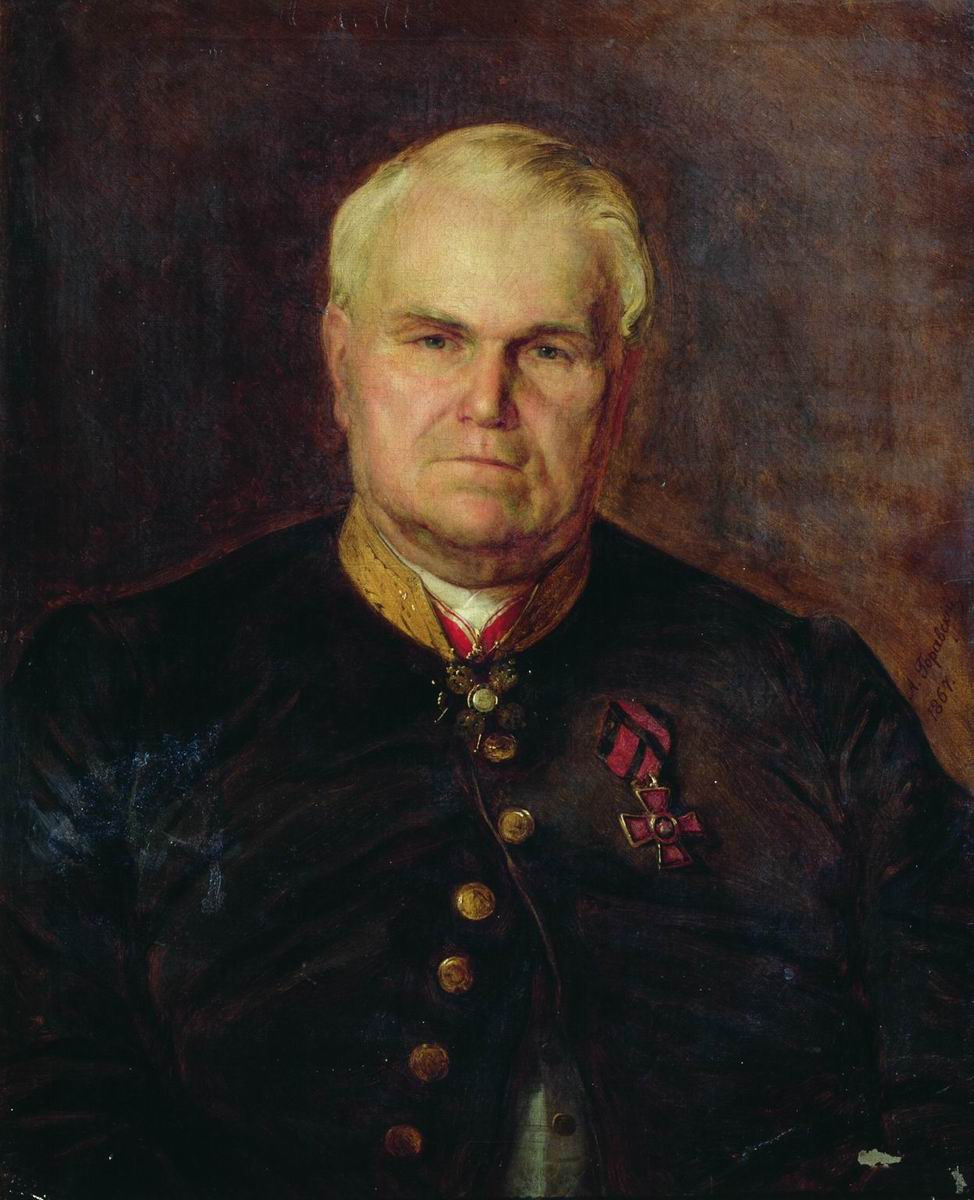
Худ. А. Горавский, 1867

- Ещё при жизни Ермакова среди горожан ходила поговорка — «Никто не таков, как Алексей Васильевич Ермаков»[8].
- Портрет Ермакова кисти художника Апполинария Горавского находится в Муромском историко-художественном музее.
- Памятная табличка о градоначальнике установлена на здании водонапорной башни.
- В 1993 году главой администрации Мурома Петром Кауровым была учреждена стипендия имени Алексея Ермакова[9].
- В День народного единства 2012 года рядом с водонапорной башней был открыт сквер и установлен бронзовый бюст Ермакову[10].